# Lakrisal

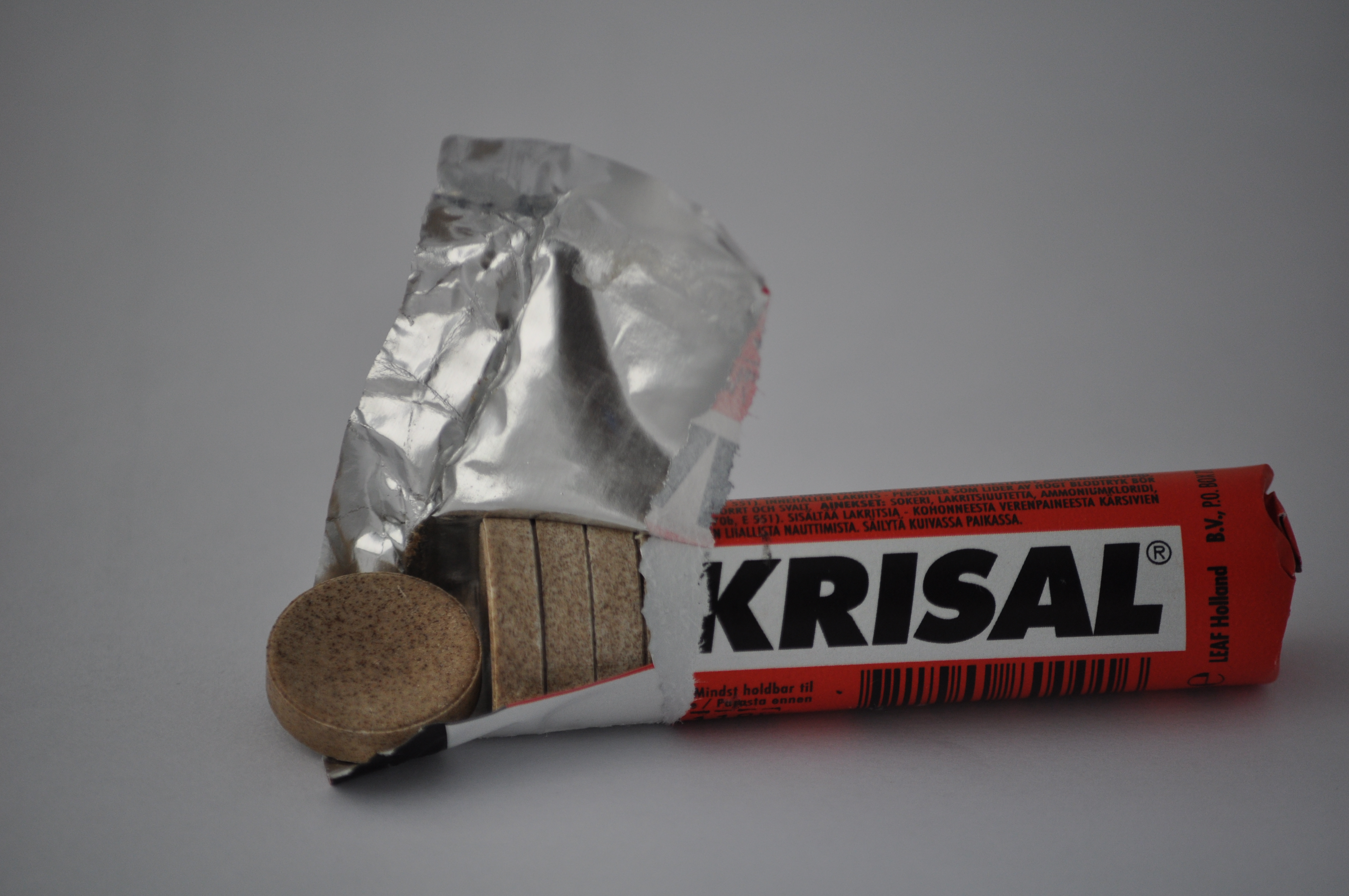
Lakrisal tub med pastiller

El producto Lakrisal es la marca de un regaliz salado en forma de caramelo (regaliz y cloruro amónico flavored candy) vendido frecuentemente en los Países nórdicos así como en Países Bajos.

## Característica
Al contrario que otros regalices de sabor salado, el Lakrisal no contiene almidón o goma arábiga. En lugar de ello se puede decir que es un regaliz que está elaborado por completo de azúcar y cloruro amónico (NH4Cl, "salmiac"). Es por esta razón por la que los caramelos de Lakrisal ofrecen una textura pulverulenta que ha sido prensada en una pieza en formato de pastillas. Resulta curioso que el Lakrisal no ofrezca al consumidor un color negro característico, siendo por el contrario de un color marrón claro, tirando a gris. Los caramelos de Lakrisal ofrecen una forma de disco, de aproximadamente 18 mm de diámetro y cerca de 4 mm de grosor. Se suelen comercializar en tubos de aproximadamente 20 caramelos.
En los años 1980, se comercializó una versión con sabor a limón. Esta versión se hizo muy poco popular y pronto se dejó de vender al gran público. Se intentó vender otros sabores denominados "hot" Lakrisal e incluían chiles y pimentón. 
- Datos: Q4346840
- Multimedia: Lakrisal / Q4346840